# Лафаети-Котинью (Баия)
Лафаети-Котинью (порт. Lafaiete Coutinho)  —  муниципалитет в Бразилии, входит в штат Баия. Составная часть мезорегиона Юго-центральная часть штата Баия. Входит в экономико-статистический микрорегион Жекие. Население составляет 3356 человек на 2006 год. Занимает площадь 352,658 км². Плотность населения — 9,5 чел./км².
Праздник города — 20 февраля.

## История
Город основан в 1962 году.

## Статистика
- Валовой внутренний продукт на 2003 год составляет 14 926 821,00 реалов (данные: Бразильский институт географии и статистики).
- Валовой внутренний продукт на душу населения на 2003 год составляет 4035,37 реалов (данные: Бразильский институт географии и статистики).
- Индекс развития человеческого потенциала на 2000 год составляет 0,607 (данные: Программа развития ООН).

## География
Климат местности: полупустыня.